# Cherry Bomb
"Cherry Bomb" é um single da banda de rock americana The Runaways, Lançado em 1975. É amplamente considerada por muitos como canção assinatura da banda. "Cherry Bomb" também foi listada na 52ª posição da lista das 100 Maiores Canções do Hard Rock, do VH1.

## Composição
A vocalista e guitarrista da banda, Joan Jett, compôs a música com o então empresário da banda, Kim Fowley. Mais tarde viria a regravá-la com sua banda, the Blackhearts, para seu álbum lançado em 1984, intitulado Glorious Results of a Misspent Youth. A também vocalista da banda, Cherie Currie, gravou sua própria versão da canção e incluiu em seu disco Messin' with the Boys, lançado em 1997 em parceria com a sua irmã gêmea idêntica, Marie Currie. Em um documentário lançado em 2005, intitulado Edgeplay: A Film About the Runaways, a vocalista Cherie Currie e o empresário da banda Kim Fowley afirmaram que a canção havia sido escrita rapidamente para que Currie a interpretasse em um teste para a banda, uma vez que os membros da banda não puderam executar a canção anteriormente escolhida por Currie.

## Paradas musicais
| Parada (1976)                                  | Melhor posição |
| ---------------------------------------------- | -------------- |
| Austrália (Australian Singles Chart)           | 57             |
| Japão (Oricon Singles Chart)                   | 1              |
| EUA Bubbling Under Hot 100 Singles (Billboard) | 6              |
| Reino Unido (UK Singles Chart)                 | 2              |
| Suécia (Sverigetopplistan)                     | 1              |
| Ucrânia (Ukraine Singles Charts)               | 2              |

## Uso na cultura popular
A versão original de "Cherry Bomb", gravada por The Runaways, foi usada no filme Dawn: Portrait of a Teenage Runaway, lançado em 1976, assim como no filme Dazed and Confused (intitulado Jovens, Loucos e Rebeldes no Brasil), entrando para o álbum da trilha sonora do filme.
"Cherry Bomb" foi regravada por Joan Jett e Cherie Currie em 2010, para ser usada no video game Guitar Hero: Warriors of Rock como uma canção a ser executada no jogo.
Cherie Currie apresentou "Cherry Bomb" com a estrela da série Warehouse 13, a atriz Allison Scagliotti no episódio "Runaway", na quarta temporada da série exibida em 2013.
Em 2010, as atrizes Dakota Fanning e Kristen Stewart (interpretando Cherie Currie e Joan Jett, respectivamente) regravaram a canção, para ser usada no filme biográfico, The Runaways, e entrando para a trilha sonora oficial do mesmo.
Joan Jett gravou uma versão ao vivo da canção, com o apoio da banda estadunidense L7, que foi incluída no álbum beneficente Spirit of '73: Rock for Choice, lançado em 1995.
A canção é executada no filme da Marvel Studios Guardiões da Galáxia (2014), durante o início da batalha no clímax do longa-metragem. Foi também incluída na trilha sonora oficial do filme.
A canção é executada em Fear Street Part Two: 1978 (2021), em diversas cenas e nos créditos.